# Earthworks

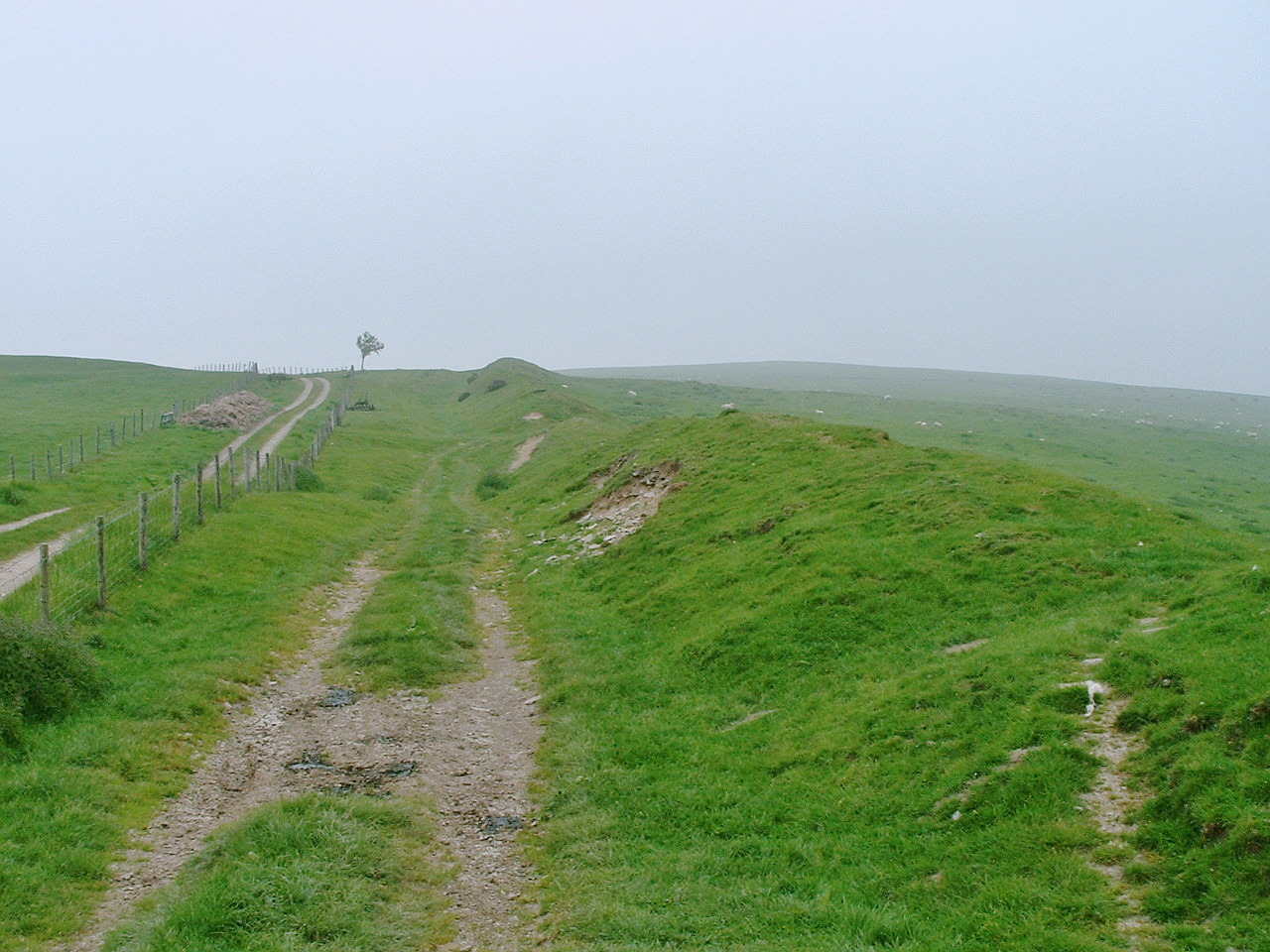
Il vallo di Offa

In archeologia con il termine earthworks si definiscono le manipolazioni della morfologia del paesaggio aventi una diretta origine antropica, spesso a carattere difensivo o funerario. Conosciuti talvolta come  "cumuli" o "cunette", possono essere testimonianza diretta di una struttura (ad es. fossati circolari, motte, etc.) o indicarne la presenza al di sotto la superficie, come nel caso dei tumuli.

## Eziologia
Sono in genere ascrivibili ad interventi di fortificazione degli insediamenti (fortificazioni collinari, motte, fossati perimetrali) o ad espressioni culturali di tipo rituale (cerchi di pietre, menhirs) e funerario (long barrows, dolmen).
Una accurata indagine di queste tracce ne permette l'interpretazione senza l'uso di metodiche d'analisi invasive, come carotaggi o saggi archeologici. Nell'ambito dell'archeologia medievale e protostorica le evidenze di questi earthworks hanno un ruolo determinante nella definizione di parametri quali grandezza dell'abitato, disposizione delle strutture e tecniche di realizzazione, oltre a suggerire indizi sulla configurazione del paesaggio antico.

## Tipologia
Gli earthworks possono variare in altezza da pochi centimetri fino alla dimensione di Silbury Hill a 40 metri. Possono risalire al Neolitico ed estendersi per molte decine di chilometri come il Vallo di Offa ed il Vallo Antonino o coprire vaste aree, come Maiden Castle in Dorset.
Gli earthworks poco profondi sono spesso ben visibili, come i cropmarks, oppure si possono osservare dalle fotografie aeree se prese quando il sole è basso nel cielo e le ombre sono molto pronunciate. Similmente, gli earthworks possono essere più visibili dopo una gelata o un'irrorazione di luce di neve. Un'accurata indagine sugli earthworks li rende suscettibili di essere interpretati senza il bisogno di uno scavo.